# 支付宝“碰一下”
支付宝“碰一下”是由蚂蚁集团旗下的支付宝公司于2024年7月推出的一项基于近场通信（NFC）技术的功能。该功能允许用户在解锁手机并开启NFC的前提下，通过手机靠近支持终端，实现支付、身份验证及部分服务的接入操作。
据公开报道，截至2025年4月24日，该功能的累计用户数达到1亿人次。

## 历史
2024年6月7日，上海静安大悦城成为首个支持「碰一下」支付功能的商业场所。2024年7月8日，在支付宝举办的开放日活动中，“碰一下”功能正式对外公布。根据相关报道，该功能初期覆盖上海、成都等6座城市，支持约2300家品牌及商户门店。2024年9月5日，支付宝在“外滩大会”上展示了“碰一下”功能在多个场景下的应用，包括借用充电设备、自动收货等服务方式。2024年9月至10月间，OPPO、小米、华为等手机厂商陆续宣布支持该功能。
2024年9月24日，“碰一下”功能开始向境外来华游客开放。截至2024年11月，该功能已在全国超过100个城市的1000多家商圈和商业场所中启用，并被应用于政务服务大厅、物业门禁系统等公共服务场景。2025年1月14日，“碰一下”功能在中国澳门上线，为首次在中国大陆以外地区部署。
2025 年1月21日，支付宝推出与该功能相关的保障机制，称若发生支付被盗情形将提供全额赔付。

## 技术原理
“碰一下”功能采用的是近场通信中的读卡器模式（Reader/Writer mode），与常见的卡模拟模式（Card Emulation Mode）有所不同。在该模式下，手机通过NFC主动读取商户终端上的NFC标签信息，从而唤起支付宝应用并跳转至相关页面。整个过程中，用户设备并不存储银行卡或钱包数据，支付操作并非直接通过NFC完成，而是在应用启动后通过网络进行身份验证与支付流程的处理。
“碰一下”应用场景中使用的设备包括多种终端类型，如桌面式收款机、手持设备及内嵌 NFC 芯片的标签。设备终端或者 NFC 标签中包含指向支付页面的跳转链接及应用启动信息。
在实际支付过程中，用户需启用 NFC 功能并解锁手机，贴近终端后由应用完成跳转及联网验证。部分交易支持小额免密，若触发风险控制机制则需额外身份验证。

## 应用场景
支付宝“碰一下”功能主要应用于线下支付相关的场景，并逐步拓展至餐饮、自助设备与部分公共服务等领域。

### 零售支付
用户在零售类场所可通过将已解锁并开启NFC功能的手机靠近特定终端，唤起支付宝应用以完成支付操作。此外，在部分无人售货机、快递柜等自助设备中，该功能也用于触发购物、取货与开柜等操作。

### 餐饮服务
部分餐饮商户在桌面或托盘上设置NFC标签，供用户通过手机接触方式访问相关小程序，实现自助点餐与支付。该功能已在部分连锁餐饮品牌及独立餐厅中部署使用。

### 公共服务设施
“碰一下”功能亦被引入至部分社区或园区门禁系统、共享出行工具解锁、景区入场验证等场景，用于实现通行或身份识别功能。

## 争议

### 隔空盗刷争议
2025年1月，一些社交媒体平台上出现有关“碰一下”支付存在“隔空盗刷”风险的视频，引发公众讨论。支付宝方面随后发布声明，称相关视频内容不属实，并指部分为伪造或误导性演示。根据多家媒体报道，公安机关对部分涉嫌造谣的账号进行了调查与处理。
同月，支付宝宣布推出与“碰一下”功能相关的交易保障机制，称在用户符合使用规范的前提下，如发生未经授权的交易并经平台核实，将提供赔付支持。根据其公开说明，正常交易需在手机解锁并用户意图明确的前提下进行，支付行为还需经过后台风控系统的判断与确认。

## 营销活动
在功能推广初期，支付宝在多个城市开展试点，结合线下广告展示与商户引导进行功能普及。同时，平台通过社交媒体和视频平台发布宣传内容和介绍短片。为推动用户使用，支付宝推出过立减、消费券、抽奖等促销活动，并与部分地方政府合作开展定向推广。此外，据移动支付网报道，支付宝还向部分商户提供了相关合作政策，旨在扩大该功能的商户覆盖范围与使用频率。